# Desodorante

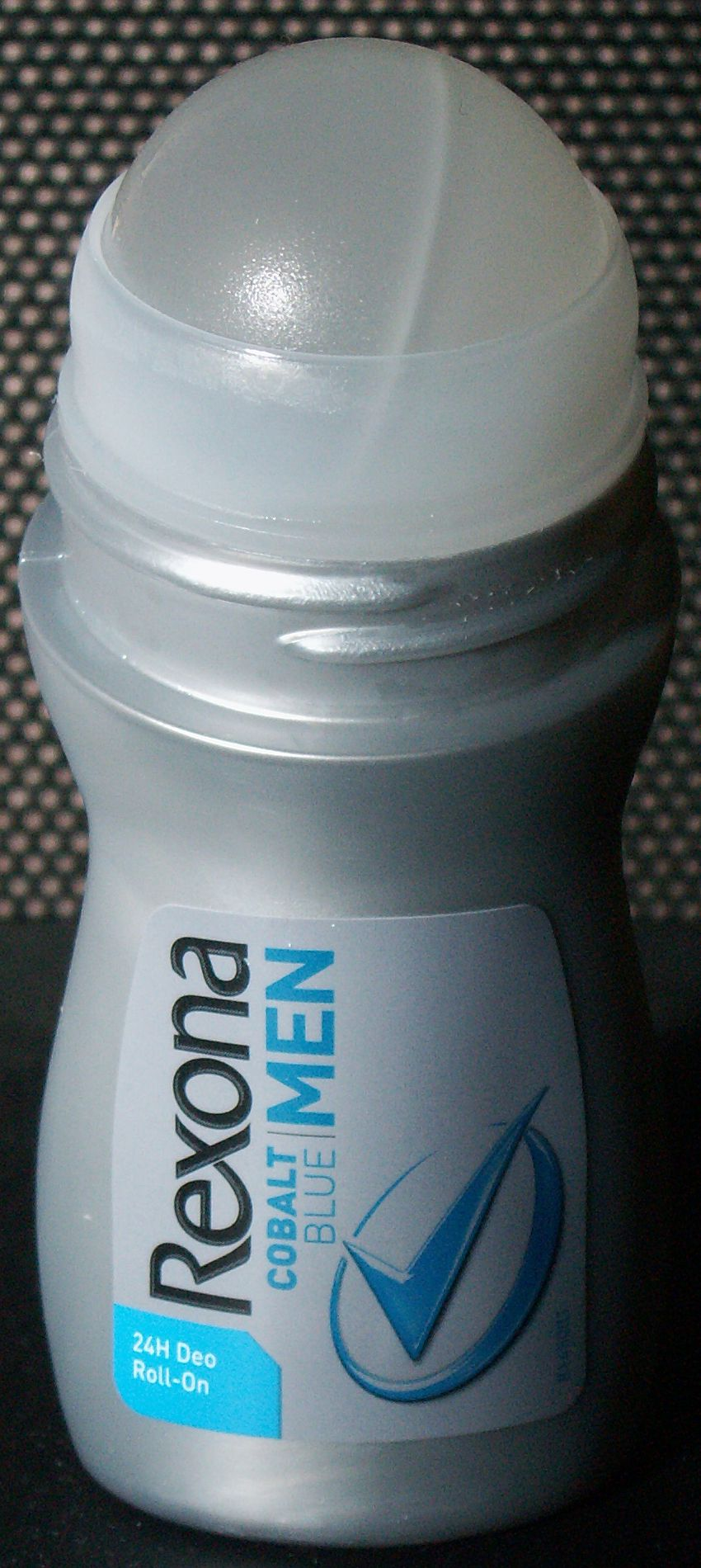
Desodorante do tipo roll-on

Um desodorante (português brasileiro) ou desodorizante (português europeu) é um produto utilizado nas axilas do corpo humano para ocultar os odores desagradáveis produzidos pelo organismo e eliminados pela transpiração. O suor contém alguns ácidos carboxílicos que apresentam cheiros desagradáveis. O suor é produzido pelas glândulas sudoríperas apócrinas, porém, por si só, não tem cheiro ruim. Este cheiro é produzido apenas com a adição de bactérias.
Há muito tempo o odor do suor já era associado a animalidade que os povos civilizados tentavam eliminar. Durante o Império Romano os homens, após o banho, colocavam nas axilas almofadas contendo substâncias aromáticas. No início do século XX começou-se a produzir nos Estados Unidos um desodorante composto por uma mistura de sulfatos de potássio e alumínio. Após a Segunda Guerra Mundial o uso do desodorante praticamente se espalhou por todo o Ocidente. Atualmente muitos desodorantes apresentam na sua composição bicarbonato de sódio (NaHCO3), substância que reage com os ácidos carboxílicos produzindo sais inodoros.
Atualmente os desodorantes são usados praticamente em todas as partes do corpo, nas axilas, no cabelo, nos pés, nas genitálias, inclusive nas roupas, para aromatizar ambientes, e até em animais domésticos. 
As variedades de desodorantes disponíveis no comércio são variadas: aromatizados ou não, com ou sem álcool, com ou sem agentes bactericida(s), apresentados sob as formas de creme, spray ou roll-on.
Existem alguns desodorantes, denominados "antitranspirante(s)", que ocasionam o fechamento de mais ou menos 50% das glândulas sudoríperas reduzindo a eliminação de toxina(s), mas podem produzir processos infecciosos nas glândulas tais como furúnculos. 